# Tchagra australis
A Tchagra australis a madarak osztályának verébalakúak (Passeriformes) rendjébe és a bokorgébicsfélék (Malaconotidae) családjába tartozó faj.

## Rendszerezése
A fajt Andrew Smith skót ornitológus írta le 1836-ban, a Malaconotus nembe Malaconotus australis néven.

## Alfajai
- Tchagra australis ansorgei (Neumann, 1909)
- Tchagra australis australis (A. Smith, 1836)
- Tchagra australis bocagei da Rosa Pinto, 1968
- Tchagra australis damarensis (Reichenow, 1915)
- Tchagra australis emini (Reichenow, 1893)
- Tchagra australis minor (Reichenow, 1887)
- Tchagra australis rhodesiensis (Roberts, 1932)
- Tchagra australis souzae (Bocage, 1892)
- Tchagra australis ussheri (Sharpe, 1882)[2]

## Előfordulása
Angola, Benin, Botswana, Burundi, a Dél-afrikai Köztársaság, Dél-Szudán, Elefántcsontpart, Gabon, Ghána, Guinea, Kamerun, Kenya, a Kongói Köztársaság, a Kongói Demokratikus Köztársaság, a Közép-afrikai Köztársaság, Libéria, Malawi, Mali, Mozambik, Namíbia, Nigéria, Ruanda, Sierra Leone, Szváziföld, Tanzánia, Togo, Uganda, Zambia és Zimbabwe területén honos. 
Természetes élőhelyei a szubtrópusi és trópusi lombhullató erdők, szavannák és cserjések, valamint szántóföldek és vidéki kertek. Állandó, nem vonuló faj.

## Megjelenése
Testhossza 20 centiméter.
|  |

## Életmódja
Többnyire rovarokkal táplálkozik.

## Természetvédelmi helyzete
Az elterjedési területe rendkívül nagy, egyedszáma pedig stabil. A Természetvédelmi Világszövetség Vörös listáján nem fenyegetett fajként szerepel.